# Aeschynomene fructipendula
Aeschynomene fructipendula là một loài thực vật có hoa trong họ Đậu. Loài này được Abruzzi de Oliveira miêu tả khoa học đầu tiên năm 1995.